# Adaima
Adaima, Adaïma o el-Adaïma es una necrópolis del Periodo predinástico de Egipto, entre mediados y finales del IV milenio a. C.
El yacimiento está situado en la orilla occidental del Nilo, a unos 8 km al sur de Esna y cubre unas 40 ha. Fue descubierto a principios del siglo XX por Henri de Morgan que excavó una parte del asentamiento y tumbas ya saqueadas. La mayoría de los hallazgos se encuentran en el Museo de Brooklyn.
Las excavaciones más recientes de 1989 se hicieron bajo la dirección de Béatrix Midant-Reynes del Instituto Francés de Arqueología Oriental (Institut Français d'Archéologie Orientale) en El Cairo.
El asentamiento está dividido al norte y al sur por una gran depresión este-oeste que ha sido identificada como una cantera de arcilla. En base a fragmentos cerámicos encontrados se han podido datar del período predinástico temprano/medio (final de Nagada I hasta mediados de Nagada II).
La excavación de alrededor de un 10% de unas estimadas 1500 tumbas, han sorprendido al encontrarse  esqueletos enterrados sin cabeza, y la cabeza aparte, pudiendo estar conectados con rituales funerarios tal vez usados como símbolo de poder o sacrificio para los dioses. También se ha encontrado un cementerio infantil bien conservado y esqueletos de cuatro perros y un cerdo en pozos excavados en el suelo.
Se han podido distinguir dos tipos de enterramientos: el individual (muchos con ajuar funerario, incluyendo embarcaciones) y el múltiple, usualmente compuesto por dos o tres individuos.
En Adaima se han encontrado también serejs del rey Doble Halcón y ánforas funerarias ovoides, conteniendo algunas de ellas restos de bebés.